# Bodzanowo (gmina Lubraniec)
Bodzanowo – wieś w Polsce położona w województwie kujawsko-pomorskim, w powiecie włocławskim, w gminie Lubraniec.
W latach 1975–1998 miejscowość należała administracyjnie do województwa włocławskiego. Według Narodowego Spisu Powszechnego (III 2011 r.) liczyła 157 mieszkańców. Jest 22. co do wielkości miejscowością gminy Lubraniec.